# Långgrundet, Hangö
Långgrundet är en ö i Finland. Den ligger i Skärgårdshavet eller Finska viken och i kommunen Hangö i landskapet Nyland, i den sydvästra delen av landet. Ön ligger omkring 120 kilometer väster om Helsingfors.
Öns area är 0,6 hektar och dess största längd är 180 meter i öst-västlig riktning. Närmaste större samhälle är Hangö, 2,8 km söder om Långgrundet.